# Битва при Луналоже
Битва при Луналонже — осада контролируемого англичанами порта Кале отрядом французского рыцаря Жоффруа де Шарни в 1348 году во время Столетней войны. Она была результатом тайного сговора де Шарни с английским губернатором Кале Эмери де Павия. Де Шарни собрал конницу, чтобы взять город под свой контроль, но король Эдуард III обнаружил заговор и привёл армию из Англии, предотвратив захват города.

## Предыстория
Битва была частью серии рейдов и боевых действий в восточной части Гаскони летом 1349 года. В частности, сенешаль Пуату Жан де Лилль продвинулся во главе своей армии и осадил занятый англичанами Люзиньян. Томас Кук, сенешаль Гаскони, привёл 500 всадников для снятия осады, но был перехвачен у Луналонжа 1500 французами во главе с де Лиллем. На стороне французов сражался Жан I ле Менгр, известный как Бусико, впоследствии — маршал Франции.

## Битва
Французы атаковали английские войска из засады. но англичане смогли укрыться от атаки за оврагом, спешились, послали своих лошадей в тыл, а сами выстроили стену из копий. Первые две французских атаки захлебнулись, и они были вынуждены отступить. В ходе боя 300 французов были убиты, ещё больше были захвачены в плен, в том числе Бусико. В конце концов два французских подразделения ушли, оставив третье подразделение наблюдать за противником до наступления ночи, когда и они покинули местность. Англичане ждали возобновления боя некоторое время, после чего сами отошли пешим строем со своими пленными.